# 818
| [ Edytuj tabelę ]          |                                              |
| Hrabia Aragonii            | - 809 Aznar I 839                            |
| Król Asturii               | - 791 Alfons II 842                          |
| Hrabia Barcelony           | - 801 Berà 820                               |
| Cesarz Bizancjum           | - 813 Leon V Armeńczyk 820                   |
| Chan Bułgarii              | - 814 Omurtag 831                            |
| Cesarz Chin                | - 806 Tang Xianzong 820                      |
| Król Franków wschodnich    | - 814 Ludwik I Pobożny 840                   |
| Cesarz Japonii             | - 809 Saga 823                               |
| Władca Jutlandii           | - 812 Harald Klak 827                        |
| Kalif                      | - 813 Al-Mamun 833                           |
| Król Khmerów               | - 802 Dżajawarman II 850                     |
| Patriarcha Konstantynopola | - 815 Teodot I Kassiteras 821                |
| Król Mercji                | - 796 Cenwulf 821                            |
| Król Nortumbrii            | - 808 Eanred 840                             |
| Książę Obodrzyców          | - 809 Sławomir 819                           |
| Papież                     | - 817 Paschalis I 824                        |
| Cesarz rzymski             | - 814 Ludwik I Pobożny 840 - 817 Lotar I 855 |
| Doża Wenecji               | - 809 Angelo Partecipazio 827                |

Rok 818 / DCCCXVIII
stulecia: VIII wiek ~
IX wiek ~
X wiek

lata: 808 «
813 «
814 «
815 «
816 «
817 «
818
» 819
» 820
» 821
» 822
» 823
» 828

## Wydarzenia
- Europa
  - powstanie tzw. Rzeszy Wielkomorawskiej, państwa zachodniosłowiańskiego na terenie Moraw i Czech, które władcą został Mojmir I (data sporna lub przybliżona)

## Zmarli
- 17 kwietnia - Bernard Longobardzki - król Italii, wnuk Karola Wielkiego